# Walburga von Isacescu
Walburga von Isacescu, oft auch Walpurga von Isacescu (* 16. Jänner 1853 in Olmütz als Walburga Hermine Mayer; † 5. Mai 1925 in Wien), war eine österreichische Schwimmerin und Pionierin im Frauenschwimmsport um die Jahrhundertwende.
Sie war Langstreckenschwimmerin und gilt als die erste Frau, die versuchte, den Ärmelkanal zu durchschwimmen.

## Leben und Wirken

### Frühes Leben und Familie
Walburga von Isacescu wurde am 16. Jänner 1853 als Tochter von Ferdinand Mayer, eines hohen Beamten bei der Kaiser Ferdinands-Nordbahn, der Betreibergesellschaft der Nordbahn, und dessen Ehefrau Barbara (geborene Fürchtner) in Olmütz geboren und am 23. Jänner 1853 auf den Namen Walburga Hermine getauft. In den zeitgenössischen Zeitungsberichten des frühen 20. Jahrhunderts wird sie fälschlicherweise oft als gebürtige Wienerin bezeichnet. Ihre Großeltern väterlicherseits waren der Viktualienhändler Johann Mayer aus Wien und dessen Ehefrau Corona (geborene Berger). Die Großeltern mütterlicherseits waren der Kleinhäusler Josef Fürchtner von Unterolberndorf und dessen Ehefrau Barbara (geborene Reisinger). Als Taufpaten traten der Rechnungsführer Josef Franz Kaiser und die Früchten- bzw. Kornhändlersgattin Korona Schödl aus Wien in Erscheinung.
Bereits in jungen Jahren kam sie nach Wien, wo sie nicht im Elternhaus, sondern in einem Pensionat aufwuchs. Bei einem Spaziergang mit Pensionatsfreundinnen traf sie erstmals auf ihren späteren Ehemann, den rumänischen Bojaren Dimitri von Isacescu. Trotz strenger Beaufsichtigung im Pensionat kamen sich das goldblonde Mädchen und der dunkeläugige Rumäne näher; er entführte sie aus dem Pensionat und nahm sie wenige Tage später zur Frau. Nach ihrer Heirat im Alter von 16 Jahren folgte Walburga ihrem Gatten auf dessen Besitzungen nach Rumänien. Die Ehe hielt rund zwei Jahrzehnte lang, ehe ihr Ehemann starb und sie, in ihren Dreißigern befindlich, wieder nach Wien zurückkehrte und hier eine Anstellung als Beamtin bei der Nordbahn annahm. Im Almanach der k. k. österreichischen Staatsbahnen, einer offiziellen Publikation der k.k. Staatsbahnen, wurde sie in den 1900er Jahren etwa als Kanzlistin im Unterbeamtentum der Nordbahndirektion geführt. 1908 befand sie sich in der Gehaltsstufe „1600 K.“ Im Almanach von 1909 wurde sie als Kanzlistin im Waren-Expedit geführt und war als solche am Wiener Nordbahnhof stationiert. Bis zu ihrer Pensionierung Ende der 1910er Jahre war von Isacescu weiterhin als Nordbahn-Kanzlistin beschäftigt.

### Sportliche Entwicklung und Erfolge an der Donau
In Rumänien war die Bojarin eine erstklassige Reiterin geworden, konnte den Reitsport jedoch in Wien nicht mehr ausüben und versuchte sich stattdessen im Radsport und meldete sich zudem beim Wiener Eislauf-Verein an, ehe sie sich bald darauf dem Schwimmsport zuwandte. Als Mitglied des Ersten Wiener Amateur-Schwimmclubs (I. Wr. A.-S.-Cl.) konnte sie binnen kürzester Zeit aufsehenerregende Erfolge feiern. Aufgrund ihrer Wohnung, die sich in unmittelbarer Nähe zur Donau befand, verbrachte sie nahezu ihre gesamte Freizeit am Wasser. Bereits zu einer Zeit, als ein Bubikopf noch gar nicht in Mode war, ließ sie sich einen solchen schneiden, um beim Schwimmen nicht durch ihre langen Haare beeinträchtigt zu werden.
1899 nahm sie an den sogenannten Stromtouren des Ersten Wiener Amateur-Schwimmclubs teil und absolvierte im Juni 1899 die siebeneinhalb Kilometer lange Strecke von Nußdorf bis zur Militärschwimmanstalt. Zwei Tage später schwamm sie die zwölfeinhalb Kilometer lange Strecke von St. Andrä-Wördern nach Höflein und weiter durch den Kritzendorfer Kanal bis zur Pionierschwimmschule in Klosterneuburg. Im August 1899 nahm sie als Mitglied der Damensektion des I. Wr. A.-S.-Cl. an den österreichischen Meisterschaften auf der Donau teil und belegte auf einer neun Kilometer langen Strecke zwischen Klosterneuburg und Wien mit einer Zeit von 52 Minuten und 40 Sekunden den fünften Platz in der geschlechterübergreifenden Gesamtwertung. Am 23. Juli 1899 schwamm sie zusammen mit Alois Anderle die rund 61 Kilometer lange Strecke Wien–Preßburg in sechs Stunden und 57 Minuten und galt als die beste Schwimmerin der Damensektion des I. Wiener Amateur-Schwimmclubs sowie als die beste österreichische Stromschwimmerin. Diese Donautouren absolvierte sie mit einem vom Klubmitglied Hans Angeli entwickelten „Kleidersack“ – einem Gummi- bzw. Kautschuksack, in dem ihre Kleidung aufbewahrt, am Gürtel befestigt und beim Schwimmen nachgezogen wurde –, wodurch eine kostspielige Bootsbegleitung nicht mehr zwingend notwendig war.
Auch im Jahr 1900 nahm sie an einer Reihe von Schwimmtouren in der Donau teil und absolvierte so etwa erneut die Strecke von Nußdorf zur Militärschwimmanstalt oder vom Klubhaus des Rudervereins Normannen in Klosterneuburg bis zum Praterspitz bzw. eine weitere bis zur Militärschwimmanstalt. Am 29. Juli 1900 gelang ihr in einer Zeit von acht Stunden, drei Minuten und zehn Sekunden die 77 Kilometer lange Strecke von Stein an der Donau bis Wien, wobei sie vom Ruderer Eugen Pobisch im Kanu begleitet wurde. Auf der Strecke oberhalb des Dampfschiffsteges in Stein bis zum Pumphaus unterhalb der Militärschwimmschule in Wien nahm sie weder Nahrung noch irgendeine Erfrischung zu sich und war auch nicht auf die Unterstützung ihres Begleiters angewiesen.

### Schwimmversuch über den Ärmelkanal

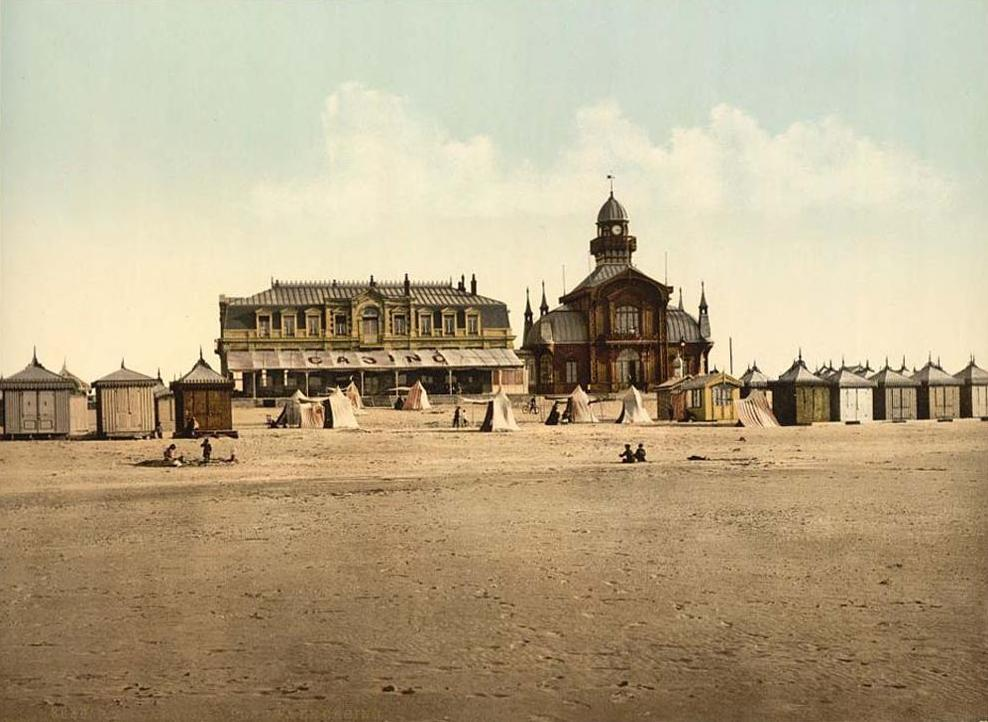
Ausgangspunkt ihres Schwimmversuchs: Das Meer vor dem Casino von Calais. (Foto: um 1890)

Ihre herausragenden Erfolge in der Heimat verschafften ihr auch Schwimmauftritte im Ausland. So nahm sie etwa 1899 am Freiwasserschwimmwettbewerb „Quer durch Paris“ (auch Traversée de Paris à la nage) teil und errang dabei einen Ehrenpreis. Von französischen Sportsleuten wurde sie in weiterer Folge dazu eingeladen, einen Versuch zur Überschwimmung des Ärmelkanals in Angriff zu nehmen. Dieses Wagnis einer Frau galt damals als eine Sensation, über die Zeitungen weltweit berichteten. Davor hatte mit Matthew Webb im Jahr 1875 nachweislich erst eine einzige Person die Durchquerung des Ärmelkanals geschafft. Obwohl beim Schwimmversuch bereits 47 Jahre wurde sie in den zeitgenössischen Medien oft als 35-jährige oder teilweise noch jüngere Schwimmerin bezeichnet.
Am 5. September 1900 um 7:30 Uhr stieg sie vor dem Casino von Calais ins Wasser und schwamm abwechselnd Brustschwimmen und den Überarm-Seitenschwimmstil. Vor dem Start hatte Walburga von Isacescu zwei Hühnereier gegessen und ein Glas Portwein getrunken, ehe sie als Schutz gegen die Kälte am ganzen Körper mit Schweinefett eingerieben wurde. Während ihres Schwimmversuchs nahm sie Würfelzucker und Tee à la Russe (starker Schwarztee) mit Zitrone aus einem Trinkbehälter zu sich. Starker Nebel und starker Wellengang führten nach über neun Stunden – anderen Quellen zufolge zehneinhalb Stunden – und einer zurückgelegten Strecke von rund 20 Meilen zum Abbruch des Schwimmversuchs, woraufhin von Isacescu von dem Dampfschlepper Jeanette, der sie während des Versuchs zusammen mit dem Beiboot Pilot begleitete, aufgenommen und ins Trockene gebracht wurde. Gesteuert wurde das Begleitschiff vom Hafenkapitän von Calais, Levavasseur. Ziel war es gewesen, die auf 40 Meilen geschätzte Schwimmstrecke – aufgrund der Strömungen und der dadurch in einer Zickzacklinie zurückgelegten Strecke wurden mehr Meilen einkalkuliert – bis 22 Uhr abends zurückzulegen. Durch das Salzwasser hatte sie sich eine schwere Augenentzündung zugezogen.
Ihr sportliches Ansehen litt in keiner Weise darunter, dass ihr Versuch scheiterte. Internationale Zeitungen berichteten sogar vom „glanzvollen Scheitern der Baronin Walpurga“ (engl.: The Magnificent Failure of Countess Walpurga). Kritiker merkten jedoch an, dass die Strecke vom Cap Gris-Nez nach Dover kürzer gewesen wäre als die direkte Route von Calais. Nach ihrer Abreise nach Paris hatte sie vor, ihren Versuch eine Woche später zu wiederholen; dazu kam es jedoch nicht mehr.

### Weitere Erfolge in Österreich in den frühen 1900er Jahren
Danach kehrte sie wieder in ihre Heimat zurück, reiste jedoch in den nachfolgenden Jahren erneut nach England, um weitere Schwimmversuche zu planen; trotz längerer Aufenthalte in den Jahren 1901, 1902 und 1903 unternahm sie jedoch keine weiteren Versuche mehr. Zurück in ihrer Heimat nahm sie spätestens ab dem Winter 1900/01 auch an Winterschwimmeinheiten ihres Schwimmklubs teil. So querte sie etwa am 2. Dezember 1900 bei einer Wassertemperatur von fünf Grad Réaumur zusammen mit ihrem Klubkollegen Ludwig Finke von Westerwell die Donau auf einer Waidzille und durchquerte mit dem wenige Jahre älteren Finke von Westerwell die kalte Donau auf der vorgegebenen Strecke in neun Minuten. Nach ihren Erfolgen im Inland und ihrem Schwimmversuch über den Ärmelkanal wurde sie in den zeitgenössischen Zeitungen als die besten Dauerschwimmerin des Kontinents bezeichnet. Im Jahr 1901 nahm sie wieder an zahlreichen längeren Donautouren, wie etwa Stein–Wien oder Wien–Preßburg, teil. Dazu zählten auch die alljährlichen Touren von Nußdorf zur Militärschwimmanstalt oder in Begleitung von Anderle und Angeli von Tulln nach Klosterneuburg. Weiters schwamm sie im Mai 1901 im Alleingang die Strecke von Klosterneuburg zum Praterspitz sowie von Klosterneuburg bis zur Militärschwimmanstalt. An der zuletzt genannten Tour nahm sie in diesem Jahr noch mehrmals teil, teils in Begleitung anderer Schwimmer.
Im Jahr 1902 schwamm die damals 49-Jährige die über 107 Kilometer lange Strecke von Melk bis Wien in einer Zeit von rund zwölf Stunden und 21 Minuten. Auf der Strecke nahm sie in Zeiträumen von je einer Stunde unter anderem kochende Milch, mehrere Schinkenbrötchen, drei weiche Eier, heiße Schokolade und Limonade zu sich. Ihre Schwimmtouren auf der Donau unternahm sie sowohl bei teils niedrigen Temperaturen als auch bei hohen und dadurch gefährlicheren Wasserständen. Neben ihren bereits bewährten Touren, wie etwa von der Militärschwimmschule bis zum Praterspitz, absolvierte sie auch Touren an den unteren Donaupartien, etwa bei Orth an der Donau. Anfang des Jahres 1905 wurde sie in Würdigung ihrer herausragenden Leistungen im Schwimmsport zum Ehrenmitglied des Ersten Wiener Donau-Schwimm-Klubs ernannt, den sie zwei Jahre zuvor mitgegründet hatte. Innerhalb Wiens nahm die Stromschwimmerin im Jahr 1905 wieder an einigen Touren teil. Neben den Touren in und um Wien kamen auch weitere Touren in der Wachau hinzu. Hinzu kamen für die mittlerweile 52-Jährige aber auch weitere Touren wie etwa von der Fliegenden Brücke bei Korneuburg bis zur Stadlauer Brücke in Wien. Vor allem in den wärmeren Monaten wurde die Strecke von Nußdorf zum Praterspitz eine Zeitlang jeden Donnerstag geschwommen. Ab 1905 erhielt von Isacescu Konkurrenz von der jungen Australierin Annette Kellerman, die ankündigte, ebenfalls den Versuch unternehmen zu wollen, den Ärmelkanal zu durchschwimmen. Noch bis in den Spätsommer und Herbst 1905 fanden von Isacescus Schwimmtouren regelmäßig Erwähnung in den zeitgenössischen Zeitungen. Bei der nur selten durchgeführten Schwimmtour Wien–Preßburg fiel sie im Jahr 1905 aus gesundheitlichen Gründen aus, schwamm jedoch wenige Wochen später die Tour von Greifenstein bis zur Stadlauer Brücke.
Nach einem ereignisreichen Jahr 1905 absolvierte von Isacescu ein ebenso umfangreiches Schwimmjahr 1906. Nachdem sie davor bereits Mitte Mai die Tour Nußdorf–Praterspitz geschwommen war, absolvierte sie zu Pfingsten 1906 die 37 Kilometer lange Strecke Tulln–Wien. Auf ebendieser Strecke wurde sie nur wenige Tage später von der über 33 Jahre jüngeren Annette Kellerman geschlagen. Kurz darauf erklärte ihr Klub jedoch, dass es sich nicht um ein faires Wettschwimmen gehandelt habe, da von Isacescu als Amateurin gegen die Profischwimmerin Kellerman angetreten war, das Rennen zudem nicht unter gleichen Bedingungen stattfand und auch die angegebenen Zeiten fehlerhaft waren. Mehrfach unternahm Kellerman den Versuch, den Ärmelkanal zu durchschwimmen und von Isacescus Leistung zu erreichen bzw. zu übertreffen, scheiterte jedoch jedes Mal. Im Juli 1906 nahm von Isacescu an der ersten Austragung des Amateurbewerbs des von nun an regelmäßig stattfindenden Schwimmwettkampfs „Quer durch Paris“ (Traversée de Paris à la nage) teil und belegte hinter Marthe Robert aus der Schweiz, deren Schwester Cécile Robert und der Französin Marie Marvingt den vierten Platz bei den Frauen. In der zusammengefassten Gesamtwertung der Männer und Frauen der Amateur- und Berufsschwimmer belegte sie abgeschlagen den letzten Platz. In zeitgenössischen Zeitungen wurde ihre Teilnahme teils heftig kritisiert, da sie an das Schwimmen in der schnellfließenden Donau gewöhnt war, jedoch nicht an langsam fließende oder gar stehende Gewässer wie die Seine.

### Internationaler Rückzug und vereinzelte Einsätze in der Heimat
Nach ihrer deutlichen Unterlegenheit in Frankreich kehrte die damals 53-Jährige wieder nach Österreich zurück und trat nur mehr sporadisch bei Donautouren in Erscheinung. Von der französischen Halbmonatszeitschrift Femina wurde sie im Jahr 1910 bei deren Aufzählung der zehn besten Schwimmerinnen der Welt auf den ersten Platz gewählt.
Noch bevor sie morgens ihren Dienst bei der Nordbahn antrat, sprang von Isacescu bei der Reichsbrücke in die Donau und schwamm dann zumeist bis zum Praterspitz. Nach Dienstende begab sie sich zumeist ebenfalls in die Donau und schwamm oftmals bis Anbruch der Dunkelheit. Dabei schwamm sie zumeist nackt und kleidete sich schwimmend an, bevor sie wieder aus dem Wasser stieg. Neben dem Schwimmen war von Isacescu auch eine begeisterte Flügelhornbläserin, die ihr Instrument auch oftmals ins Wasser mitnahm. Ihre Lieblingskomponisten waren Johann Strauss und Franz Schubert. Bis ins hohe Alter war die Baronin Burgerl, wie sie in der Bevölkerung vor allem genannt wurde, als Schwimmerin aktiv. In Tuttendörfl bei Korneuburg besaß sie ein am Donauufer gelegenes Blockhäuschen, bei dem sie im Winter oftmals Eisbäder nahm und dabei Wasser aus kaum aufgetauten Eisschollen verwendete, aber auch bei eisigen Temperaturen die Donau überschwamm. Die Silvesternacht verbrachte sie jedes Jahr mit ihren Kollegen und Freundinnen vom Schwimmklub in einem Zelt im Überschwemmungsgebiet der Donau, zu dem sie selbst bei eisigen Temperaturen mit einer Fackel in der Hand schwamm. Noch im Alter von 70 Jahren absolvierte sie dieses Silvesterschwimmen. Noch als 71-Jährige trat sie als Schwimmerin in Erscheinung, ehe ein Schlaganfall ihre Schwimmtätigkeiten kurzzeitig unterbrach. In den zwei darauffolgenden Jahren litt von Isacescu unter gesundheitlichen Problemen, begann jedoch erneut zu schwimmen und nahm trotz verminderter Kräfte vermehrt ihre Schwimmtouren von der Reichsbrücke bis zum Praterspitz wieder auf.

### Letzte Lebensjahre und Tod
Zuletzt lebte sie in einer Wohnung am Volkswehrplatz 20 (heute Mexikoplatz) an der Grenze des 2. Wiener Gemeindebezirk, Leopoldstadt, und des 22. Bezirks, der Donaustadt. In ihrer Wohnung bewahrte sie zahlreiche Stapel alter Zeitungen auf, in denen über die sportlichen Erfolge der Meisterschwimmerin Walburga v. Isacescu berichtet wurde. Als sie immer kränklicher wurde und laut Ärzten nicht mehr schwimmen durfte, verbrachte sie die Zeit damit, sich die alten Zeitungen und ihre Medaillen- und Plakettensammlung anzusehen.
Nahezu die letzten sechs Wochen ihres Lebens verbrachte von Isacescu in Spitalspflege – laut ihrem Nachruf in der Illustrierten Kronen-Zeitung im Allgemeinen Krankenhaus Wien – und starb am 5. Mai 1925 – laut Sterbebucheintrag im Sophienspital – an einer Leukämieerkrankung. Noch bis an ihr Lebensende richtete sie vergeblich die Bitte an ihren Arzt, ihr den Besuch eines Schwimmbades zu gestatten. Von Isacescu, die zuletzt den Amtstitel Oberoffizial trug, wurde am 8. Mai 1925 am Wiener Zentralfriedhof beerdigt. Nationale wie auch internationale Zeitungen schrieben noch Jahrzehnte nach ihrem Ableben von ihrem Schwimmversuch über den Ärmelkanal.